# Olympische Sommerspiele 1912/Fechten – Säbel Mannschaft (Männer)
Der Mannschaftswettkampf im Säbelfechten bei den Olympischen Spielen 1912 in Stockholm fand vom 14. bis 15. Juli auf dem Östermalms IP statt.

## Wettkampfformat
Der Wettkampf bestand aus drei Runden. In jeder Runde gab es mehrere Gruppen, in denen im Jeder-gegen-jeden Format gefochten wurde.

## Mannschaften
| Belgien | Böhmen | Böhmen | Dänemark                                                                                                  |
| --- | --- | --- | --- |
| Henri Anspach Paul Anspach Marcel Berré Robert Hennet Philippe Le Hardy de Beaulieu Jacques Ochs Gaston Salmon Léon Tom                        | Zdenek Bárta Josef Čipera Vilém Goppold von Lobsdorf Josef Javůrek František Kříž Josef Pfeiffer Bedřich Schejbal Otakar Švorčík                              | Zdenek Bárta Josef Čipera Vilém Goppold von Lobsdorf Josef Javůrek František Kříž Josef Pfeiffer Bedřich Schejbal Otakar Švorčík | Oluf Berntsen Jens Berthelsen Ejnar Levison Hans Olsen Ivan Osiier Lauritz Christian Østrup               |
| Deutsches Reich | Großbritannien | Italien | Niederlande                                                                                               |
| Johannes Adam Jakob Erckrath de Bary Fritz Jack Julius Lichtenfels Walther Meienreis Hermann Plaskuda Emil Schön Friedrich Schwarz Georg Stöhr | Edward Brookfield Harry Butterworth Archibald Corble Richard Crawshay Alfred Ridley-Martin William Marsh                                                      | Edoardo Alaimo Gino Belloni Giovanni Benfratello Fernando Cavallini Ugo Di Nola Nedo Nadi                                        | Willem van Blijenburgh Adrianus de Jong Hendrik de Iongh Jetze Doorman Dirk Scalongne George van Rossem   |
| Österreich | Russisches Reich | Schweden | Ungarn |
| Albert Bogen Rudolf Cvetko Friedrich Golling Otto Herschmann Andreas Suttner Reinhold Trampler Richard Verderber                               | Wladimir Andrejew Wladimir Danitsch Apollon Guiber von Greifenfels Nikolai Kusnezow Alexander Mordowin Georgi Sakyritsch Alexander Schkylew Anatoli Timofejew | Axel Jöhncke Helge Werner Birger Personne Carl-Gustaf Klerck                                                                     | László Berti Dezső Földes Jenő Fuchs Oszkár Gerde Ervin Mészáros Zoltán Schenker Péter Tóth Lajos Werkner |

## Ergebnis

### Viertelfinale

#### Gruppe A
| Rang | Nation | Mannschaft | Mannschaft  | Einzelkämpfe | Einzelkämpfe | Anm. |
| Rang | Nation | Siege      | Niederlagen | Siege        | Niederlagen  | Anm. |
| ---- | ------ | ---------- | ----------- | ------------ | ------------ | ---- |
| 1    | Böhmen | –          | –           | –            | –            | Q    |
| 1    | Ungarn | –          | –           | –            | –            | Q    |

#### Gruppe B
| Rang | Nation           | Mannschaft | Mannschaft  | Einzelkämpfe | Einzelkämpfe | Anm. |
| Rang | Nation           | Siege      | Niederlagen | Siege        | Niederlagen  | Anm. |
| ---- | ---------------- | ---------- | ----------- | ------------ | ------------ | ---- |
| 1    | Belgien          | 1          | 0           | 9            | 7            | Q    |
| 1    | Italien          | 1          | 0           | 10           | 6            | Q    |
| 3    | Russisches Reich | 0          | 2           | 2            | 13           |      |

#### Gruppe C
| Rang | Nation          | Mannschaft | Mannschaft  | Einzelkämpfe | Einzelkämpfe | Anm. |
| Rang | Nation          | Siege      | Niederlagen | Siege        | Niederlagen  | Anm. |
| ---- | --------------- | ---------- | ----------- | ------------ | ------------ | ---- |
| 1    | Großbritannien  | 1          | 0           | 12           | 1            | Q    |
| 2    | Deutsches Reich | 0          | 0           | 0            | 3            | Q    |
| 3    | Schweden        | 0          | 1           | 1            | 9            |      |

#### Gruppe D
| Rang | Nation      | Mannschaft | Mannschaft  | Einzelkämpfe | Einzelkämpfe | Anm. |
| Rang | Nation      | Siege      | Niederlagen | Siege        | Niederlagen  | Anm. |
| ---- | ----------- | ---------- | ----------- | ------------ | ------------ | ---- |
| 1    | Österreich  | 2          | 0           | 17           | 6            | Q    |
| 2    | Niederlande | 1          | 1           | 14           | 15           | Q    |
| 3    | Dänemark    | 0          | 2           | 7            | 17           |      |

### Halbfinale

#### Gruppe A
| Rang | Nation         | Mannschaft | Mannschaft  | Einzelkämpfe | Einzelkämpfe | Anm. |
| Rang | Nation         | Siege      | Niederlagen | Siege        | Niederlagen  | Anm. |
| ---- | -------------- | ---------- | ----------- | ------------ | ------------ | ---- |
| 1    | Böhmen         | 3          | 0           | 23           | 9            | Q    |
| 2    | Niederlande    | 2          | 1           | 26           | 18           | Q    |
| 3    | Belgien        | 1          | 2           | 13           | 18           |      |
| 4    | Großbritannien | 0          | 3           | 14           | 31           |      |

#### Gruppe B
| Rang | Nation          | Mannschaft | Mannschaft  | Einzelkämpfe | Einzelkämpfe | Anm. |
| Rang | Nation          | Siege      | Niederlagen | Siege        | Niederlagen  | Anm. |
| ---- | --------------- | ---------- | ----------- | ------------ | ------------ | ---- |
| 1    | Ungarn          | 3          | 0           | 33           | 13           | Q    |
| 1    | Österreich      | 2          | 1           | 27           | 21           | Q    |
| 3    | Italien         | 1          | 2           | 19           | 24           |      |
| 4    | Deutsches Reich | 0          | 3           | 12           | 33           |      |

### Finale
| Rang | Nation      | Mannschaft | Mannschaft  | Einzelkämpfe | Einzelkämpfe |
| Rang | Nation      | Siege      | Niederlagen | Siege        | Niederlagen  |
| ---- | ----------- | ---------- | ----------- | ------------ | ------------ |
| 1    | Ungarn      | 3          | 0           | 24           | 8            |
| 2    | Österreich  | 2          | 1           | 24           | 20           |
| 3    | Niederlande | 1          | 2           | 14           | 30           |
| 4    | Böhmen      | 0          | 3           | 14           | 18           |

| Begegnungen | Begegnungen | Begegnungen |
| ----------- | ----------- | ----------- |
| Ungarn      | Österreich  | 11:5        |
| Ungarn      | Niederlande | 13:3        |
| Ungarn      | Böhmen      | w.o.        |
| Österreich  | Böhmen      | 10:6        |
| Österreich  | Niederlande | 9:3         |
| Niederlande | Böhmen      | 8:8         |